# Рух 30 травня

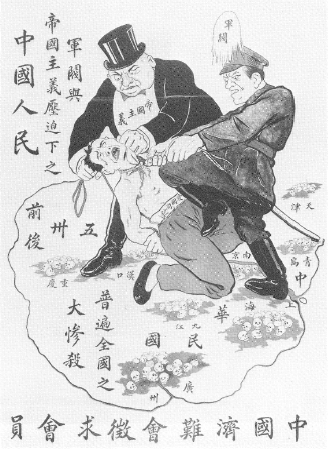
Пропагандистський плакат із зображенням «західника» та китайського воєначальника, що катує протестуючих після Руху 30 травня в Китаї.

Рух 30 травня (спрощ.: 五卅运动; кит. трад.: 五卅運動; піньїнь: Wǔsà Yùndòng) — масштабний робітничий та антиімперіалістичний рух у Китаї, що став початком Революції 1925—1927 років. Приводом до його виникнення став розстріл британськими солдатами-сикхами робітничої демонстрації в Шанхайському міжнародному сеттльменті 30 травня 1925 року.

## Причини
До початку 1925 року завдяки пропагандистській роботі Гоміндану значна частина робітників і студентів Шанхая була налаштована проти західних держав та Чжилійської кліки, що фактично співпрацювала з ними та контролювала Пекін.
Крім того, масове невдоволення викликали плани уряду ввести більш сувору цензуру і заборонити дитячу працю (оскільки платня, що отримується дітьми, у багатьох робітничих сім'ях Шанхая була важливою підмогою). В лютому 1925 року виник конфлікт між китайськими робітниками і японськими керуючими бавовняних фабрик; після сутички, в ході якої один з керуючих загинув, японці почали ходити на роботу зі зброєю. 15 травня конфлікт досяг свого апогею, коли японський керуючий застрелив робітника Ку Чен Хуна, що почав ламати верстати. Згодом все це привело до страйків. Через тиждень після вбивства Хуна була арештована група студентів, які прямували на його похорон і несла плакати з політичними гаслами. Суд над ними був призначений на 30 травня, і в того ж дня відбулася робітнича демонстрація на підтримку заарештованих, в ході якої протестувальники намагалися проникнути до поліцейської ділянки, де перебували затримані. Після арешту ще п'ятнадцяти чоловік, які керували протестами на Нанкінській дорозі, спочатку мирна демонстрація переросла в зіткнення: протестувальники почали викрикувати антизахідні гасла і спробували захопити відділення поліції штурмом. У відповідь на це місцеві поліцейські і британські солдати-сикхи відкрили вогонь по натовпу. Щонайменше чотирьох демонстрантів було вбито на місці, ще п'ятеро померло від отриманих поранень пізніше.

## Хід подій
Наступного дня натовп протестуючих студентів зайняв будівлю торгової палати, вимагаючи покарати винних за розстріл демонстрантів. Вони закликали до відмови від торгівлі з іноземцями; заступник голови палати був змушений погодитися з висунутими ними умовами. 1 червня муніципальна рада Шанхаю оголосила про введення військового стану і запросив іноземну військову допомогу для вирішення ситуації. Протягом наступного місяця відбувалися страйки на фабриках і в магазинах (перш за все належали іноземцям), а також спорадично виникали сутички і вуличні заворушення, в яких загинуло, за різними оцінками, від 20 до 300 чоловік і кілька сотень було поранено. Заворушення в Шанхаї тривали до листопада 1925 року, тобто до остаточного захоплення влади Чан Кайші.
Під впливом шанхайських подій почався страйк в Гонконзі і Гуанчжоу, а також до протести в інших китайських містах. Рух 30 травня привів до істотного послаблення позицій іноземних держав в Китаї і початку скасування так званих нерівноправних договорів.